# Jô
João Alves de Assis Silva (bedre kendt som Jô) (født 20. marts 1987 i São Paulo, Brasilien) er en brasiliansk fodboldspiller, der spiller som angriber i den japanske klub Nagoya Grampus. Han har spillet for klubben siden 2018. Tidligere har han optrådt for blandt andet brasilianske Corinthians og Internacional, for Manchester City i England, for CSKA Moskva i Rusland, samt på lejebasis hos Everton F.C. og Galatasaray SK.
Med CSKA Moskva vandt Jô i 2006 det russiske mesterskab, og i både 2006 og 2008 den russiske pokalturnering. I 2005 vandt han med Corinthians det brasilianske mesterskab.

## Landshold
Jô står (pr. marts 2018) noteret for 20 kampe og fem scoringer for Brasiliens landshold, som han debuterede for i juni 2007 i en venskabskamp mod Tyrkiet. Han var året efter en del af den brasilianske trup der vandt bronze ved OL i Beijing.